# Remouladsås

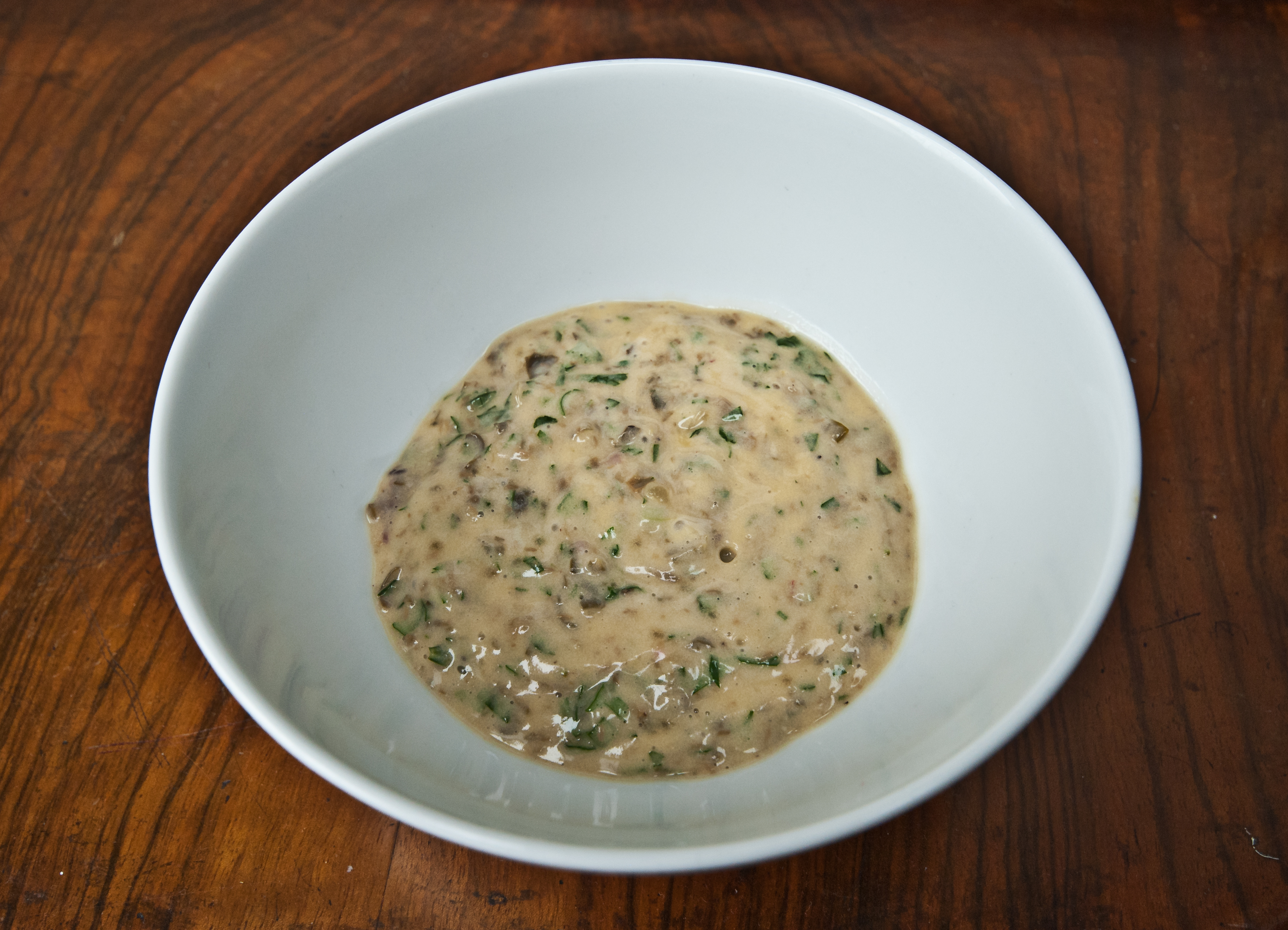
Remouladsås.

Remouladsås är en sås bestående av majonnäs smaksatt med olika kryddor, framför allt hackad ättiksgurka, kapris och bladkryddor som till exempel persilja och gräslök. Ibland används bostongurka istället för ättiksgurka. Remouladsås är populärt till stekt fisk och kall rostbiff.
Ordet kommer från franskan, rémoulade, vilket i sin tur förmodligen kommer av en dialektal förvrängning av det latinska namnet för pepparrot, armoracia. En annan teori nämner verbet "remoudre", ommala".